# Râul Rod
Râul Rod este un curs de apă, afluent al râului Apold. 